# Нэмир, Льюис
Сэр Льюис Нэмир (Людвиг Бернштейн-Немировский, англ. Lewis Bernstein Namier; 27 июля 1888 — 19 августа 1960, Великобритания) — британский историк, профессор современной истории Манчестерского университета, основатель научной школы.

## Биография
Родился в семье крупного земледельца еврейского происхождения. Вырос в восточной Галиции.
Учился в Львовском и Лозаннском университетах и Лондонской школе экономики.
Эмигрировал в Великобританию в 1906 году (стал подданным в 1913 году). 1914—1915 — служил в Британских вооруженных силах как рядовой стрелок. До 1917 — работал в сфере правительственной информации и пропаганды. В 1917-20 — в министерстве Иностранных дел. Принимал участие в правительственных делегациях Великобритании. В частности, стал участником Версальских переговоров 1919 года, где защищал, в частности, интересы Польши и территорий, входивших в неё. В период польско-украинского конфликта 1918—1923 годов консультировал британское правительство. Л. Нэмир поддерживал украинскую сторону, считал, что «каждая идея, которую в 1848 году сформулировали народы Габсбургской монархии, должна быть реализована в тот или иной момент и в той или иной форме, определяя направление развития всего следующего века». Л. Нэмир существенно повлиял на решение Великобритании относительно «линии Керзона».
С 1931 по 1953 годы Л. Нэмир работал профессором Манчестерского университета и занимался активной политической деятельностью. Он стал авторитетным исследователем истории европейского парламентаризма, выдал основательные исследования на эту тему. Особое его внимание привлекали события II-й Мировой войны, а также Холокост, борьба против идеологии нацизма, история дипломатии и тому подобное.
Л. Нэмир считался человеком правых взглядов (даже считался самым реакционным историком Великобритании тогдашней эпохи), но его протеже был историк А. Дж. П. Тейлор — человек левых взглядов.